# Хантер (река)
Хантер (англ. Hunter River) — река в австралийском штате Новый Южный Уэльс.
Длина — 300 км, площадь водосборного бассейна — около 22 тыс. км². Истоки находятся на склонах хребта Ливерпул, далее река протекает по долине, расположенной в 120—300 км к северу Сиднея и одной из крупнейших равнин на побережье штата. Впадает Хантер в Тасманово море в городе Ньюкасл. Крупнейшие притоки — реки Патерсон и Уильямс.
Река была открыта европейцами в 1790-е годы. В 1796 году недалеко от устья реки был обнаружен уголь. До сих пор порт Ньюкасла находится в мировых лидерах по экспорту каменного угля. Своё название река получила в 1797 году в честь Джона Хантера, морского офицера и губернатора колонии Новый Южный Уэльс. В 1826—1836 годах район реки был соединён с Сиднеем Большой Северной дорогой, при строительстве которой использовался труд каторжников.
Климат долины Хантера благоприятен для развития сельского хозяйства. Средняя температура близ побережья колеблется от +13 °C зимой до +23 °C летом, количество осадков — 1100 мм, в некоторые годы — около 2000 мм. В горах зимой температура может упасть до нулевой отметки. Река известна своими наводнениями, после катастрофического наводнения в феврале 1955 года была построена дамба Гленбон. Тем не менее наводнение в июне 2007 года также нанесло значительный ущерб.
В долине реки проживает около 630 тыс. человек, более половины — в приморских городах Ньюкасл и Лейк-Маккуори.